# Familjen Flinta

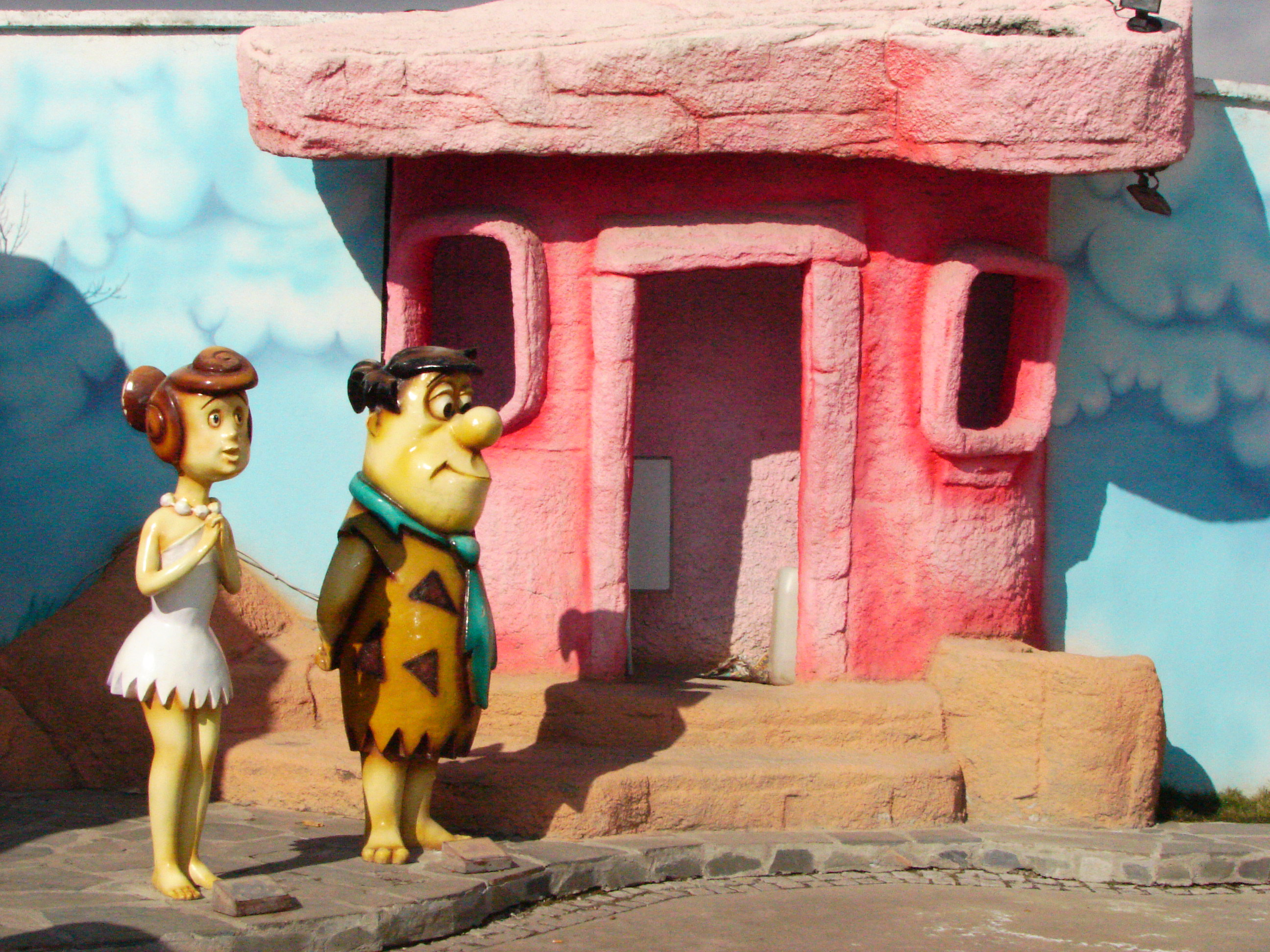
Fred och Wilma på en nöjespark i Ankara.

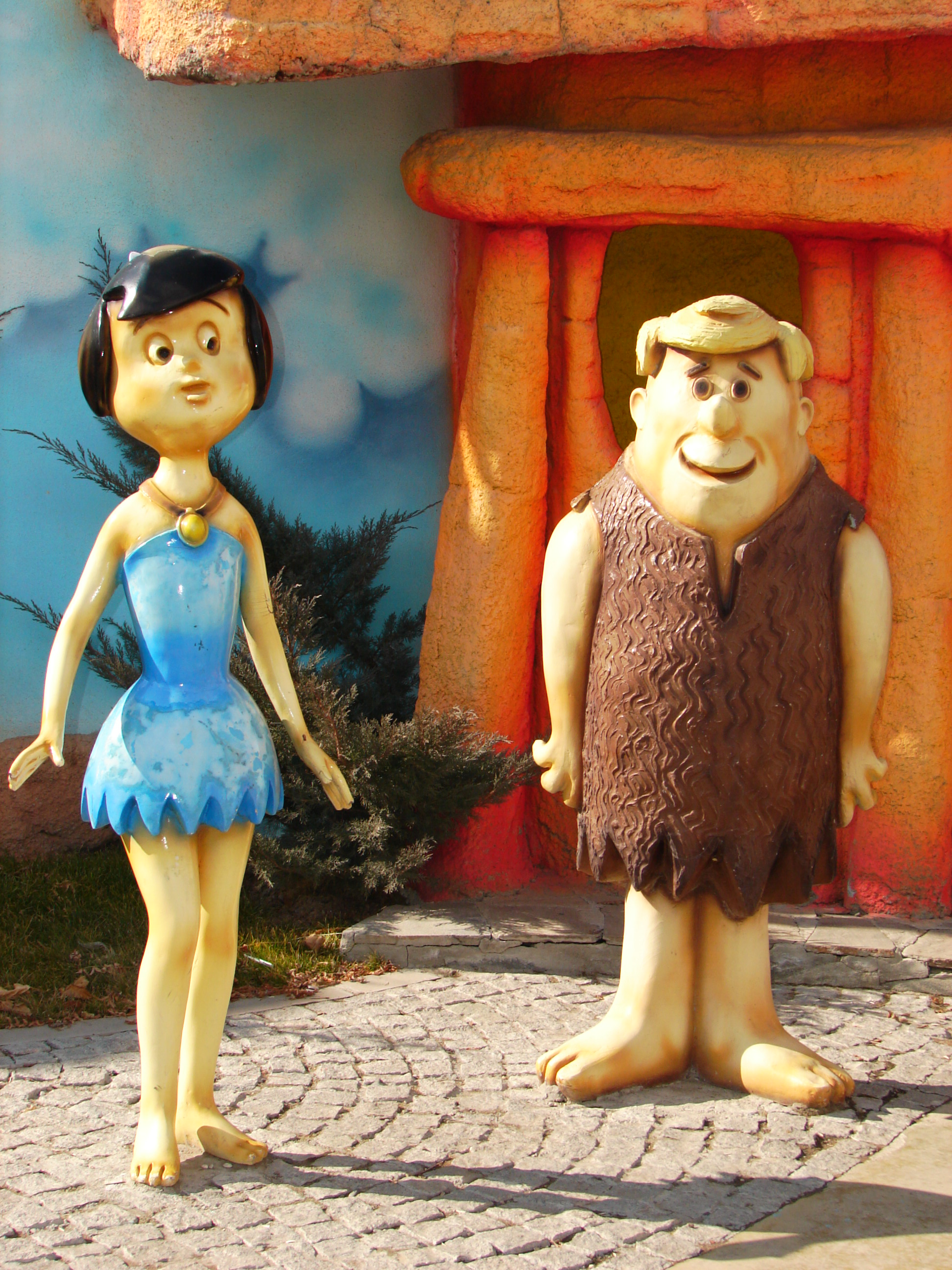
Betty och Barney på en nöjespark i Ankara.

Familjen Flinta (engelska: The Flintstones) är en amerikansk animerad TV-serie som utspelar sig i uppdiktad stenåldersmiljö. Serien premiärvisades i amerikansk TV 1960, av Hanna-Barbera Productions. Serien var den första amerikanska animerade TV-serien som sändes kvällstid. Totalt producerades sex säsonger och 166 avsnitt av serien. Utöver detta har serien följts upp med ytterligare sju TV-serier (varav några med Pebbles och Bambam som gifta och med egna barn), femton animerade filmer och TV-specialare, två spelfilmer och två kortfilmer.
Serien fick 1962–1963 en futuristisk spinoff med Hanna Barberas Jetsons.

## Handling
Fred Flinta och hans fru Wilma är goda vänner och grannar med Barney Granit och hans fru Betty som bor i staden Grottköping (engelska: Bedrock). Paret Flinta fick dottern Pebbles i avsnittet "The Blessed Event", som först sändes 22 februari 1963. Senare fick också Betty och Barney hittebarnet Bambam som visade sig besitta superkrafter. I den sjätte säsongen kraschlandade en rymdfarkost framför Freds bil, ut kom Den store Gazoo, en liten grön utomjording som förvisats till stenåldern efter att han uppfunnit en knapp som kunde förinta universum (men han sade att han aldrig tänkte använda den). Som straff tvingas han hjälpa Fred och Barney med deras problem.
Precis som i många andra fiktiva stenåldersberättelser lever dinosaurier och människor på Jorden i samma tidsålder. Den geologiska lagerföljden visar dock att en sådan samexistens aldrig har ägt rum.

## Rollfigurer
- Fred Flinta (Fred Flintstone) är huvudpersonen i serien. Han är något fet, har en enorm haka och älskar mat. Han är mycket kärleksfull mot familjen även om han inte gärna visar det. Fred har också mycket kort stubin och blir lätt arg - inte minst på bästa kompisen Barney.
- Wilma Flinta (Wilma Flintstone) är Freds hustru och framstår oftast som den idealiska hemmafrun. Wilma kan ibland bli arg på Freds beteende men är ofta lugn och social.
- Barney Granit (Barney Rubble) är Flintas granne. Barney är kort och har runda ögon som saknar pupiller. Barney är också oftast glad och skrattar och älskar mat precis som Fred. Till sin läggning är han något undergiven och låter sig oftast hunsas av Fred, trots att han egentligen är klipskare.
- Betty Granit (Betty Rubble) Barneys fru och är ungefär som Wilma; glad, trevlig, fnittrig och huslig. Hon och Wilma är mycket goda vänner och bråkar nästan aldrig.
- Pebbles Flinta (Pebbles Flintstone) är Flintas lilla dotter som aldrig pratar. Hon är dock ganska högljudd fast bedårande. Hon är igenkänd på det ben som hon har i håret i stället för en rosett.
- Bambam Granit (Bamm-Bamm Rubble) är hittebarnet som Barney och Betty adopterade. Han visar sig besitta superkrafter som visar sig att vara att man blir superstark.

Utöver dessa karaktärer finns även Dino, dinosaurien som är Flintas glada husdjur, Hoppy; en "Hopparoo" (ett slags känguru-dinosaurie), som är Granits husdjur, Mr. Slate som är Freds chef med flera.

## Röster

### Engelska
Fred Flintas röst gjordes av Alan Reed och Wilma Flintas röst av Jean Vander Pyl. Barney Granits röst lästes av Mel Blanc.
- Alan Reed/Henry Corden - Fred Flinta
- Jean Vander Pyl - Wilma Flinta/Pebbles Flinta
- Mel Blanc - Barney Granit/Dino
- Bea Benaderet/Gerry Johnson – Betty Granit
- Don Messick - Bambam Granit/Hoppy/Arnold
- John Stephenson - Mr. Slate
- Verna Felton/Janet Waldo - Mrs. Slaghoople
- Harvey Korman - The Great Gazoo

### Svenska
Serien har visats många gånger i svensk; under 1960-talet visades den i SVT, textad till svenska. När serien under tidigt 1990-tal visades i TV3 stod bland annat Johan Wahlström som Fred och Dick Eriksson som Barney för den svenskspråkiga dubbningen. Under de tidigare säsongerna stod Mediadubb för dubbningen, och Mediadubb International under säsong 5-6 Sun Studio dubbade vissa avsnitt från säsong 1-6, för hemvideoutgivningar. Mediadubbs dubbningar användes även vid visningar i Cartoon Network och Boomerang. I Sun Studios dubbning dubbades Freds röst av Thomas Engelbrektson och Barneys röst av Mikael Roupé.
Den svenskspråkiga texten till signaturmelodin i Mediadubbs variant skrevs av Gunnar Ernblad, medan Annelie Berg med kör stod för sånginsatserna. I Sun Studios dubbning skrevs svenskspråkiga texten av ILarsivar Mohede, medan Mikael Roupé och Maud Cantoreggi stod för sånginsatserna.
- Johan Wahlström - Fred Flinta
- Irene Lindh - Wilma Flinta
- Dick Eriksson - Barney Granit
- Louise Raeder - Betty Granit

Övriga roller:
- Peter Sjöquist
- Reine Brynolfsson
- Hasse Jonsson
- Peter Harryson
- Gunnar Ernblad
- Malin Berghagen
- Andreas Nilsson

med flera

## Avsnittsförteckning

### Säsong 1 (1960-1961)
1. The Flintstone Flyer (30 september 1960)
2. Hot Lips Hannigan (7 oktober 1960)
3. The Swimming Pool (15 oktober 1960)
4. No Help Wanted (21 oktober 1960)
5. The Split Personality (28 oktober 1960)
6. The Monster From The Tar Pits (4 november 1960)
7. The Babysitters (11 november 1960)
8. At The Races (18 november 1960)
9. The Engagement Ring (25 november 1960)
10. Hollyrock, Here I Come (2 november 1960)
11. The Golf Champion (9 december 1960)
12. The Sweepstakes Ticket (16 december 1960)
13. The Drive-In (23 december 1960)
14. The Prowler (30 december 1960)
15. The Girls' Night Out (6 januari 1961)
16. Arthur Quarry's Dance Class (13 januari 1961)
17. The Big Bank Robbery (20 januari 1961)
18. The Snorkasaurus Hunter (27 januari 1961)
19. The Hot Piano (3 februari 1961)
20. The Hypnotist (10 februari 1961)
21. Love Letters On The Rocks (17 februari 1961)
22. The Tycoon (24 februari 1961)
23. The Astr'nuts (3 mars 1961)
24. The Long, Long Weekend (10 mars 1961)
25. In The Dough (17 mars 1961)
26. The Good Scout (24 mars 1961)
27. Rooms For Rent (31 mars 1961)
28. Fred Flintstone—Before And After (7 april 1961)

### Säsong 2 (1961-1962)
1. The Hit Song Writers (15 september 1961)
2. Droop Along Flintstone (22 september 1961)
3. The Missing Bus (29 september 1961)
4. Alvin Brickrock Presents (6 oktober 1961)
5. Fred Flintstone Woos Again (13 oktober 1961)
6. The Rock Quarry Story (20 oktober 1961)
7. The Soft Touchables (27 oktober 1961)
8. Flintstone Of Prinstone (3 november 1961)
9. The Little White Lie (10 november 1961)
10. Social Climbers (17 november 1961)
11. The Beauty Contest (1 december 1961)
12. The Masquerade Ball (8 december 1961)
13. The Picnic (15 december 1961)
14. The House Guest (22 december 1961)
15. The X-Ray Story (29 december 1961)
16. The Gambler (5 januari 1962)
17. A Star Is Almost Born (12 januari 1962)
18. The Entertainer (19 januari 1962)
19. Wilma's Vanishing Money (26 januari 1962)
20. Feudin' And Fussin' (2 februari 1962)
21. Impractical Joker (9 februari 1962)
22. Operation Barney (16 februari 1962)
23. The Happy Household (23 februari 1962)
24. Fred Strikes Out (2 mars 1962)
25. This Is Your Lifesaver (9 mars 1962)
26. Trouble-In-Law (16 mars 1962)
27. The Mailman Cometh (23 mars 1962)
28. The Las Vegas Caper (30 mars 1962)
29. Divided We Sail (6 april 1962)
30. Kleptomania Caper (13 april 1962)
31. Latin Lover (20 april 1962)
32. Take Me Out Of The Ball Game (27 april 1962)

### Säsong 3 (1962-1963)
1. Dino Goes Hollyrock (14 september 1962)
2. Fred's New Boss (21 september 1962)
3. Invisible Barney (28 september 1962)
4. Bowling Ballet (5 oktober 1962)
5. The Twitch (12 oktober 1962)
6. Here's Snow In Your Eyes (19 oktober 1962)
7. The Buffalo Convention (26 oktober 1962)
8. The Little Stranger (2 november 1962)
9. Baby Barney (9 november 1962)
10. Hawaiian Escapade (16 november 1962)
11. Ladies Day (23 november 1962)
12. Nuthin' But The Tooth (30 november 1962)
13. High School Fred (7 december 1962)
14. Dial S For Suspicion (14 december 1962)
15. Flash Gun Freddie (21 december 1962)
16. The Kissing Burglar (4 januari 1963)
17. Wilma, The Maid (11 januari 1963)
18. The Hero (18 januari 1963)
19. The Surprise (25 januari 1963)
20. Mother-In-Law's Visit (1 februari 1963)
21. Foxy Grandma (8 februari 1963)
22. Fred's New Job (15 februari 1963)
23. The Blessed Event (även kallat Dress Rehearsal) (22 februari 1963)
24. Carry On, Nurse Fred (1 mars 1963)
25. Ventriloquist Barney (8 mars 1963)
26. The Big Move (15 mars 1963)
27. Swedish Visitors (29 mars 1963)
28. The Birthday Party (5 april 1963)

### Säsong 4 (1963-1964)
1. Ann-Margrock Presents (19 september 1963)
2. Groom Gloom (26 september 1963)
3. Little Bamm-Bamm (3 oktober 1963)
4. Dino Disappears (10 oktober 1963)
5. Fred's Monkeyshines (17 oktober 1963)
6. The Flintstone Canaries (24 oktober 1963)
7. Glue For Two (31 oktober 1963)
8. Big League Freddie (7 november 1963)
9. Old Lady Betty (14 november 1963)
10. Sleep On, Sweet Fred (21 november 1963)
11. Kleptomaniac Pebbles (28 november 1963)
12. Daddy's Little Beauty (5 december 1963)
13. Daddies Anonymous (12 december 1963)
14. Peek-A-Boo Camera (19 december 1963)
15. Once Upon A Coward (26 december 1963)
16. Ten Little Flintstones (2 januari 1964)
17. Fred El Terrifico (9 januari 1964)
18. Bedrock Hillbillies (16 januari 1964)
19. Flintstone And The Lion (23 januari 1964)
20. Cave Scout Jamboree (30 januari 1964)
21. Room For Two (6 februari 1964)
22. Ladies Night At The Lodge (13 februari 1964)
23. Reel Trouble (20 februari 1964)
24. Son Of Rockzilla (27 februari 1964)
25. Bachelor Daze (5 mars 1964)
26. Operation Switchover (12 mars 1964)

### Säsong 5 (1964-1965)
1. Hop Happy (17 september 1964)
2. Monster Fred (24 september 1964)
3. Itty Bitty Freddy (1 oktober 1964)
4. Pebbles Birthday Party (8 oktober 1964)
5. Bedrock Rodeo Round-Up (15 oktober 1964)
6. Cinderellastone (22 oktober 1964)
7. A Haunted House Is Not A Home (29 oktober 1964)
8. Dr. Sinister (5 november 1964)
9. The Gruesomes (12 november 1964)
10. The Most Beautiful Baby In Bedrock (19 november 1964)
11. Dino And Juliet (26 november 1964)
12. King For A Night (3 december 1964)
13. Indianrockolis 500 (10 december 1964)
14. Adobe Dick (17 december 1964)
15. Christmas Flintstone (25 december 1964)
16. Fred's Flying Lesson (1 januari 1965)
17. Fred's Second Car (8 januari 1965)
18. Time Machine (15 januari 1965)
19. The Hatrocks And The Gruesomes (22 januari 1965)
20. Moonlight And Maintenance (29 januari 1965)
21. Sheriff For A Day (5 februari 1965)
22. Deep In The Heart Of Texarock (12 februari 1965)
23. The Rolls Rock Caper (19 februari 1965)
24. Superstone (26 februari 1965)
25. Fred Meets Hercurock (5 mars 1965)
26. Surfin' Fred (12 mars 1965)

### Säsong 6 (1965-1966)
1. No Biz Like Show Biz (17 september 1965)
2. The House That Fred Built (24 september 1965)
3. The Return Of Stony Curtis (1 oktober 1965)
4. Disorder In The Court (8 oktober 1965)
5. Circus Business (15 oktober 1965)
6. Samantha (22 oktober 1965)
7. The Great Gazoo (29 oktober 1965)
8. Rip Van Flintstone (5 november 1965)
9. The Gravelberry Pie King (12 november 1965)
10. The Stonefinger Caper (19 november 1965)
11. The Masquerade Party (26 november 1965)
12. Shinrock-A-Go-Go (3 december 1965)
13. Royal Rubble (10 december 1965)
14. Seeing Doubles (17 december 1965)
15. How To Pick A Fight With Your Wife Without Really Trying (7 januari 1966)
16. Fred Goes Ape (14 januari 1966)
17. The Long, Long, Long Weekend (21 januari 1966)
18. Two Men On A Dinosaur (4 februari 1966)
19. The Treasure Of Sierra Madrock (11 februari 1966)
20. Curtain Call At Bedrock (18 februari 1966)
21. Boss For A Day (25 februari 1966)
22. Fred's Island (4 mars 1966)
23. Jealousy (11 mars 1966)
24. Dripper (18 mars 1966)
25. My Fair Freddy (25 mars 1966)
26. The Story Of Rocky's Raiders (1 april 1966)

## Hemvideoutgivningar
Samtliga säsonger av Familjen Flinta finns gavs ut på DVD i region 1 mellan mars 2004 och september 2006.

## I andra media
Familjen Flinta publicerades även som amerikansk serietidning under åren 1961-1979 samt 1992-1999.
I Sverige har en serietidning med Familjen Flinta utkommit i flera perioder: 1962-1971 (Allers förlag), 1973-1980 (Semic Press), 1985-1986 (Semic Press) och 1993-1996 (Serieförlaget). Åren 1963-1967 och 1976 utkom dessutom julalbum. Familjen Flinta gick också i flera år som tecknad serie i Hemmets Veckotidning.
Dessutom har ett flertal dator- och TV-spel med Familjen Flinta producerats, och två spelfilmer.

## Övrigt
- I avsnittet Swedish Visitors från 1963 sjunger svensken Owe Thörnqvist sin egen låt "Wilma!".
- Serien är tydligt inspirerad av den amerikanska TV-komediserien The Honeymooners (se även Rena rama Rolf).
- I avsnittet Swedish Visitors gör Yogi Björn och Bobo ett gästskådespel.